# Terminocavus

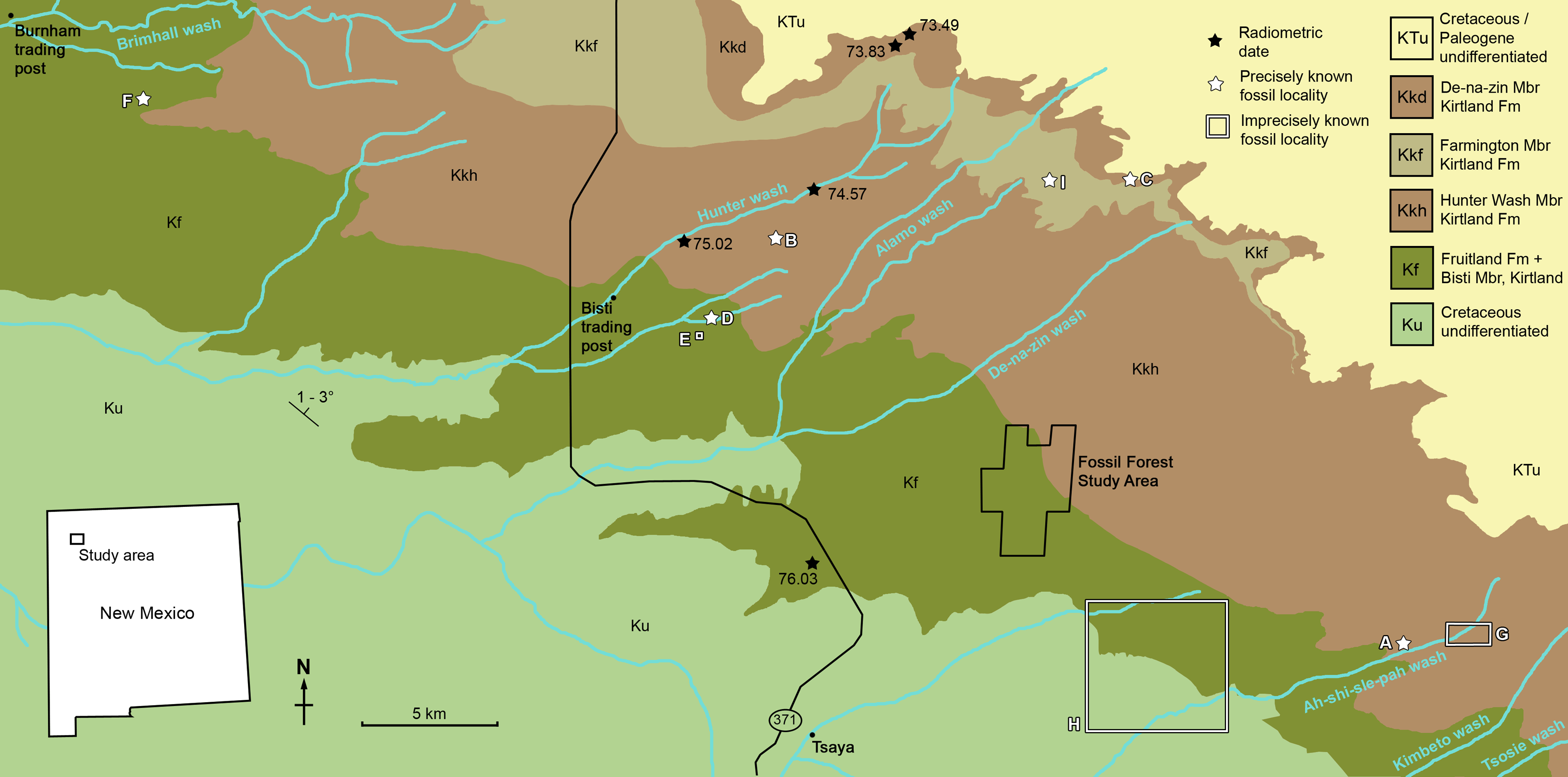
Carte géologique du sud-est du bassin de San Juan ; B (milieu supérieur) est l'endroit où l'holotype a été trouvé.

Terminocavus sealeyi
Genre
Espèce
Terminocavus est un genre éteint de dinosaures Ceratopsidae de la fin du Crétacé de ce qui est maintenant l'Amérique du Nord. Le genre contient une seule espèce, l'espèce type Terminocavus sealeyi, connue à partir d'un pariétal et de quelques autres fragments associés. Le spécimen holotype a été découvert dans la formation Kirtland du Nouveau-Mexique en 1997, et a été décrit et nommé plus tard dans une étude de 2020. Son anatomie était similaire à celle de Pentaceratops et de Anchiceratops, auxquels il est étroitement lié, mais il possédait une collerette supérieure distinctive en forme de cœur avec une encoche très étroite. On a émis l'hypothèse qu'il formait une série anagénétique avec plusieurs autres espèces de Chasmosaurinae.

## Découverte et dénomination
Le spécimen holotype, NMMNH P-27468, collecté en 1997, se compose d'un pariétal (ou de deux pariétaux fusionnés), d'autres fragments de crâne, d'une partie du sacrum et de fragments vertébraux. Il a été découvert dans des dépôts de siltite gris du Campanien du membre Hunter Wash de la formation de Kirtland du bassin de San Juan au Nouveau-Mexique. Il s'agit du seul spécimen diagnostiqué de Chasmosaurinae découvert dans la partie moyenne ou supérieure du membre Hunter Wash. L'âge du spécimen est indéterminé ; la texture de sa collerette indique qu'il s'agit d'un jeune subadulte, mais sa grande taille et sa fusion épipariétale indiqueraient qu'il s'agit d'un adulte.
Un résumé de 2005 a référé le spécimen au genre Pentaceratops, bien que noté comme aberrant pour le genre. Joshua Fry a remis en question la référence dans une thèse de maîtrise de 2015, avec une analyse phylogénétique ne parvenant pas à le regrouper avec d'autres spécimens de Pentaceratops. Il a été officieusement nommé comme un genre distinct en 2016. Plus tard, en 2020, il a été officiellement nommé et décrit par Denver W. Fowler (d) et Elizabeth A. Freedman Fowler (d). Le nom Terminocavus signifie « arriver à la fin de la cavité », en référence au fait que l'embrasure pariétale est presque fermée avant d'être complètement perdue chez les taxons plus dérivés. Le nom spécifique, sealeyi, lui a été donnée en l'honneur du découvreur du spécimen holotype, Paul Sealey. Il a été décidé de ne pas nommer le spécimen comme une nouvelle espèce de Pentaceratops afin d'éviter que le genre ne devienne paraphylétique.
Le crâne, PMU 23923, presque complet mais fortement déformé, pourrait également appartenir à cette espèce. Également originaire de la formation de Kirtland, Charles H. Sternberg l'a découvert en 1921. Il a ensuite été nommé nouvelle espèce Pentaceratops fenestratus en 1930, mais par la suite, les auteurs ont considéré que sa spécificité était le résultat d'une pathologie. Bien que parfois considéré comme un synonyme de Pentaceratops sternbergi, Fowler et Freedman Fowler considéraient qu'il était plus probable qu'il appartienne soit à Navajoceratops, soit à Terminocavus, en raison de sa profonde et étroite échancrure médiane et de sa large barre pariétale. Cependant, le spécimen est trop déformé pour permettre une référence confiante à l'un ou l'autre.

## Description

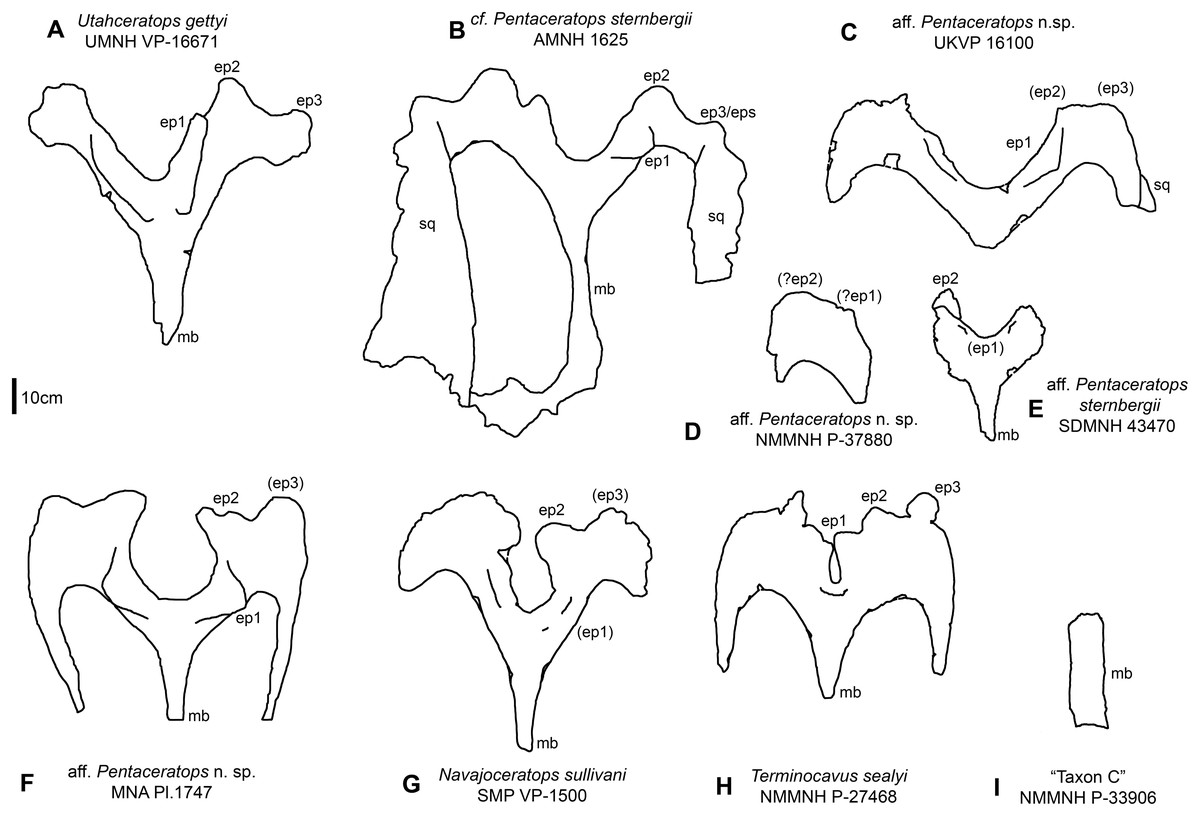
Anatomie pariétale préservée de Terminocavus (H, en bas à droite) par rapport à ses proches parents.

Connu à partir d'un matériel limité, Terminocavus se distingue de ses proches parents comme Pentaceratops et Anchiceratops par l'anatomie de son pariétal (la partie supérieure de sa collerette), qui forme un cœur. L'échancrure médiane proéminente (une grande encoche au milieu de la partie supérieure de la collerette) des parents précédents est fortement réduite, étant très étroite et en forme de « U ». Les barres pariétales de Terminocavus (les bords supérieurs de la collerette) sont minces et extrêmement larges par rapport aux espèces apparentées plus anciennes ; elles sont plus en forme de plaque que de barre. Sa barre médiane (le pilier central) s'est également élargie, portant des rebords plus prononcés que son ancêtre Navajoceratops. Les fenêtres pariétales (les trous dans la collerette) ont une forme plus arrondie que l'état angulaire ancestral, et sont plus petits en raison de l'expansion des barres pariétales et médianes. Globalement, l'anatomie est intermédiaire entre celle de genres plus primitifs comme Pentaceratops et celle de genres plus dérivés comme Anchiceratops et les Triceratopsini.

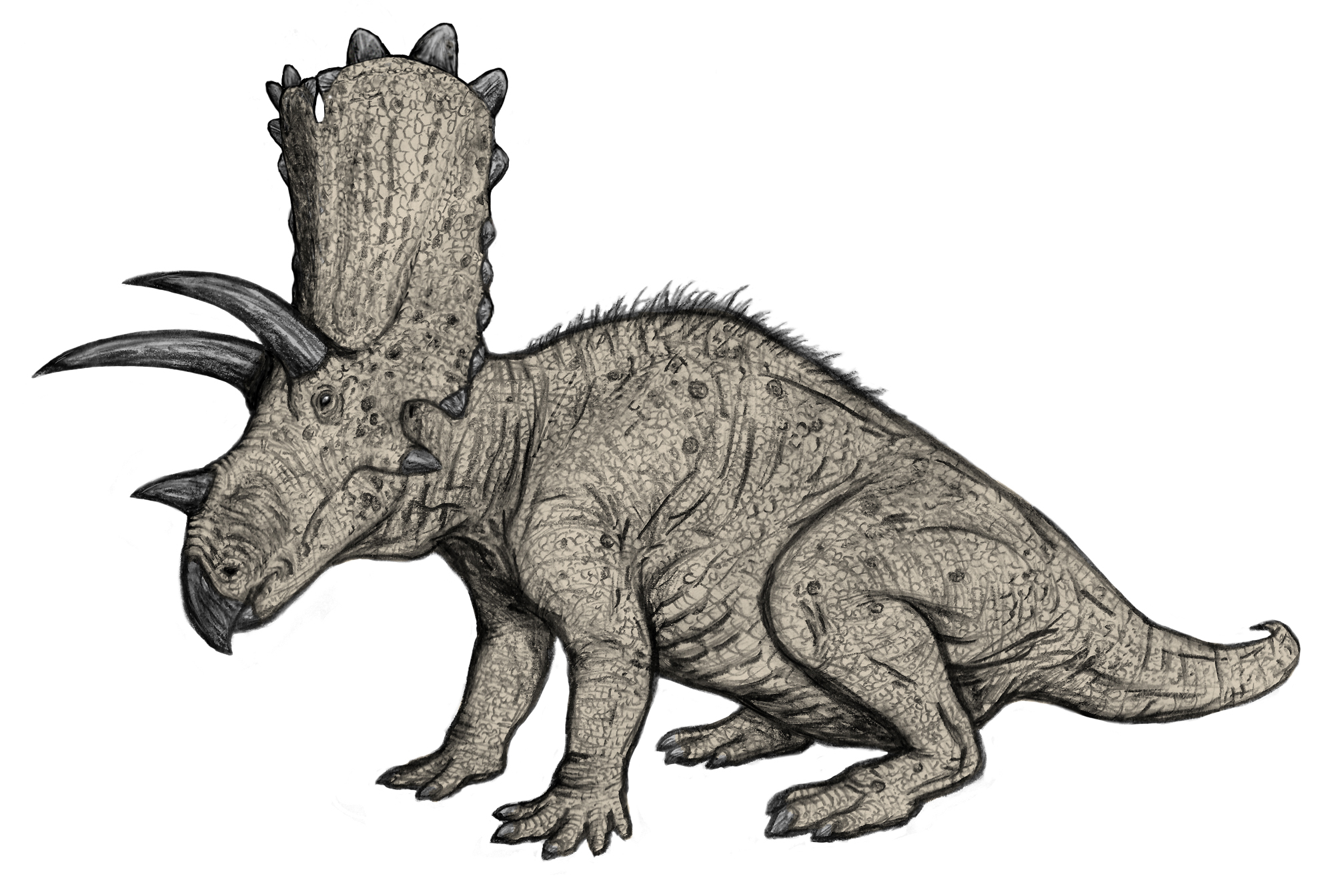
Vue d'artiste de Terminocavus.

Comme la plupart des autres Chasmosaurinae, ses pariétaux fusionnés par paires portent six épipariétaux (petites cornes le long du pariétal), disposés symétriquement avec trois de chaque côté. La première paire, petite et triangulaire, fait saillie à partir du bord supérieur du renfoncement médian et, au cours de la vie, elle aurait pu se toucher. La deuxième paire est un ensemble plus grand de triangles, tandis que les troisièmes épipariétaux ont une forme arrondie, en « D » ; les deux font saillie vers le haut, en angle, en ligne avec le reste du pariétal. Le squamosal droit préservé (os qui forme le côté droit de la collerette) est lui-même long, ce qui indique que Terminocavus adulte avait une très grande collerette semblable à celle de ses parents. Un épisquamosal singulier et fusionné (petites cornes le long du squamosal) est également connu de l'holotype ; il est rugueux et indistinct de celui des autres Ceratopsidae. La corne épijugale gauche est également connue, fusionnée aux os jugal et quadratojugal ; elle est robuste et grande, mais contrairement à celle de Pentaceratops, elle n'est pas particulièrement longue.
Les restes connus de Terminocavus sont légèrement plus petits que ceux de Utahceratops et de Pentaceratops, ce qui indique qu'il s'agissait d'un animal de taille adulte à peu près similaire.

## Classification
Terminocavus est un membre de la sous-famille des Ceratopsidae Chasmosaurinae. Fowler et Freedman Fowler (2020) divisent les Chasmosaurinae en deux lignées : une « lignée Chasmosaurus » menant à Kosmoceratops et une « lignée Pentaceratops » menant à des taxons plus dérivés. Terminocavus appartient à ce dernier groupe. L'analyse phylogénétique a révélé qu'il était relativement dérivé, plus basal que Anchiceratops mais plus dérivé que Navajoceratops. L'arbre, cependant, est instable ; en retirant certains taxons de l'analyse, une grande partie de la lignée Pentaceratops s'est effondrée en une polytomie non résolue. En outre, il a été noté que le codage des données sur les Pentaceratops et Chasmosaurus pourrait nécessiter une révision, car il contient probablement des spécimens de plus d'une espèce ; il a été noté que cela pourrait avoir un impact négatif sur les résultats. Plusieurs taxons ont été nommés trop récemment pour être inclus dans l'étude décrivant Terminocavus, et leur inclusion dans une analyse pourrait également changer sa position. Une analyse de Fowler et Freedman Fowler (2020) est reproduite ci-dessous :
|  | Chasmosaurus                                                   |
|  |                                                                |
|  | \| \| Vagaceratops \| \| \| \| \| \| Kosmoceratops \| \| \| \| |
|  |                                                                |
|  | Vagaceratops                                                   |
|  |                                                                |
|  | Kosmoceratops                                                  |
|  |                                                                |

|  | Vagaceratops  |
|  |               |
|  | Kosmoceratops |
|  |               |

|  | Coahuilaceratops                                               |
|  |                                                                |
|  | \| \| Pentaceratops \| \| \| \| \| \| Utahceratops \| \| \| \| |
|  |                                                                |
|  | Pentaceratops                                                  |
|  |                                                                |
|  | Utahceratops                                                   |
|  |                                                                |

|  | Pentaceratops |
|  |               |
|  | Utahceratops  |
|  |               |

|  | Anchiceratops                                                      |
|  |                                                                    |
|  | \| \| Arrhinoceratops \| \| \| \| \| \| Triceratopsini \| \| \| \| |
|  |                                                                    |
|  | Arrhinoceratops                                                    |
|  |                                                                    |
|  | Triceratopsini                                                     |
|  |                                                                    |

|  | Arrhinoceratops |
|  |                 |
|  | Triceratopsini  |
|  |                 |

|  | Anchiceratops                                                      |
|  |                                                                    |
|  | \| \| Arrhinoceratops \| \| \| \| \| \| Triceratopsini \| \| \| \| |
|  |                                                                    |
|  | Arrhinoceratops                                                    |
|  |                                                                    |
|  | Triceratopsini                                                     |
|  |                                                                    |

|  | Arrhinoceratops |
|  |                 |
|  | Triceratopsini  |
|  |                 |

|  | Anchiceratops                                                      |
|  |                                                                    |
|  | \| \| Arrhinoceratops \| \| \| \| \| \| Triceratopsini \| \| \| \| |
|  |                                                                    |
|  | Arrhinoceratops                                                    |
|  |                                                                    |
|  | Triceratopsini                                                     |
|  |                                                                    |

|  | Arrhinoceratops |
|  |                 |
|  | Triceratopsini  |
|  |                 |

|  | Anchiceratops                                                      |
|  |                                                                    |
|  | \| \| Arrhinoceratops \| \| \| \| \| \| Triceratopsini \| \| \| \| |
|  |                                                                    |
|  | Arrhinoceratops                                                    |
|  |                                                                    |
|  | Triceratopsini                                                     |
|  |                                                                    |

|  | Arrhinoceratops |
|  |                 |
|  | Triceratopsini  |
|  |                 |

|  | Coahuilaceratops                                               |
|  |                                                                |
|  | \| \| Pentaceratops \| \| \| \| \| \| Utahceratops \| \| \| \| |
|  |                                                                |
|  | Pentaceratops                                                  |
|  |                                                                |
|  | Utahceratops                                                   |
|  |                                                                |

|  | Pentaceratops |
|  |               |
|  | Utahceratops  |
|  |               |

|  | Anchiceratops                                                      |
|  |                                                                    |
|  | \| \| Arrhinoceratops \| \| \| \| \| \| Triceratopsini \| \| \| \| |
|  |                                                                    |
|  | Arrhinoceratops                                                    |
|  |                                                                    |
|  | Triceratopsini                                                     |
|  |                                                                    |

|  | Arrhinoceratops |
|  |                 |
|  | Triceratopsini  |
|  |                 |

|  | Anchiceratops                                                      |
|  |                                                                    |
|  | \| \| Arrhinoceratops \| \| \| \| \| \| Triceratopsini \| \| \| \| |
|  |                                                                    |
|  | Arrhinoceratops                                                    |
|  |                                                                    |
|  | Triceratopsini                                                     |
|  |                                                                    |

|  | Arrhinoceratops |
|  |                 |
|  | Triceratopsini  |
|  |                 |

|  | Anchiceratops                                                      |
|  |                                                                    |
|  | \| \| Arrhinoceratops \| \| \| \| \| \| Triceratopsini \| \| \| \| |
|  |                                                                    |
|  | Arrhinoceratops                                                    |
|  |                                                                    |
|  | Triceratopsini                                                     |
|  |                                                                    |

|  | Arrhinoceratops |
|  |                 |
|  | Triceratopsini  |
|  |                 |

|  | Anchiceratops                                                      |
|  |                                                                    |
|  | \| \| Arrhinoceratops \| \| \| \| \| \| Triceratopsini \| \| \| \| |
|  |                                                                    |
|  | Arrhinoceratops                                                    |
|  |                                                                    |
|  | Triceratopsini                                                     |
|  |                                                                    |

|  | Arrhinoceratops |
|  |                 |
|  | Triceratopsini  |
|  |                 |

|  | Chasmosaurus                                                   |
|  |                                                                |
|  | \| \| Vagaceratops \| \| \| \| \| \| Kosmoceratops \| \| \| \| |
|  |                                                                |
|  | Vagaceratops                                                   |
|  |                                                                |
|  | Kosmoceratops                                                  |
|  |                                                                |

|  | Vagaceratops  |
|  |               |
|  | Kosmoceratops |
|  |               |

|  | Coahuilaceratops                                               |
|  |                                                                |
|  | \| \| Pentaceratops \| \| \| \| \| \| Utahceratops \| \| \| \| |
|  |                                                                |
|  | Pentaceratops                                                  |
|  |                                                                |
|  | Utahceratops                                                   |
|  |                                                                |

|  | Pentaceratops |
|  |               |
|  | Utahceratops  |
|  |               |

|  | Anchiceratops                                                      |
|  |                                                                    |
|  | \| \| Arrhinoceratops \| \| \| \| \| \| Triceratopsini \| \| \| \| |
|  |                                                                    |
|  | Arrhinoceratops                                                    |
|  |                                                                    |
|  | Triceratopsini                                                     |
|  |                                                                    |

|  | Arrhinoceratops |
|  |                 |
|  | Triceratopsini  |
|  |                 |

|  | Anchiceratops                                                      |
|  |                                                                    |
|  | \| \| Arrhinoceratops \| \| \| \| \| \| Triceratopsini \| \| \| \| |
|  |                                                                    |
|  | Arrhinoceratops                                                    |
|  |                                                                    |
|  | Triceratopsini                                                     |
|  |                                                                    |

|  | Arrhinoceratops |
|  |                 |
|  | Triceratopsini  |
|  |                 |

|  | Anchiceratops                                                      |
|  |                                                                    |
|  | \| \| Arrhinoceratops \| \| \| \| \| \| Triceratopsini \| \| \| \| |
|  |                                                                    |
|  | Arrhinoceratops                                                    |
|  |                                                                    |
|  | Triceratopsini                                                     |
|  |                                                                    |

|  | Arrhinoceratops |
|  |                 |
|  | Triceratopsini  |
|  |                 |

|  | Anchiceratops                                                      |
|  |                                                                    |
|  | \| \| Arrhinoceratops \| \| \| \| \| \| Triceratopsini \| \| \| \| |
|  |                                                                    |
|  | Arrhinoceratops                                                    |
|  |                                                                    |
|  | Triceratopsini                                                     |
|  |                                                                    |

|  | Arrhinoceratops |
|  |                 |
|  | Triceratopsini  |
|  |                 |

|  | Coahuilaceratops                                               |
|  |                                                                |
|  | \| \| Pentaceratops \| \| \| \| \| \| Utahceratops \| \| \| \| |
|  |                                                                |
|  | Pentaceratops                                                  |
|  |                                                                |
|  | Utahceratops                                                   |
|  |                                                                |

|  | Pentaceratops |
|  |               |
|  | Utahceratops  |
|  |               |

|  | Anchiceratops                                                      |
|  |                                                                    |
|  | \| \| Arrhinoceratops \| \| \| \| \| \| Triceratopsini \| \| \| \| |
|  |                                                                    |
|  | Arrhinoceratops                                                    |
|  |                                                                    |
|  | Triceratopsini                                                     |
|  |                                                                    |

|  | Arrhinoceratops |
|  |                 |
|  | Triceratopsini  |
|  |                 |

|  | Anchiceratops                                                      |
|  |                                                                    |
|  | \| \| Arrhinoceratops \| \| \| \| \| \| Triceratopsini \| \| \| \| |
|  |                                                                    |
|  | Arrhinoceratops                                                    |
|  |                                                                    |
|  | Triceratopsini                                                     |
|  |                                                                    |

|  | Arrhinoceratops |
|  |                 |
|  | Triceratopsini  |
|  |                 |

|  | Anchiceratops                                                      |
|  |                                                                    |
|  | \| \| Arrhinoceratops \| \| \| \| \| \| Triceratopsini \| \| \| \| |
|  |                                                                    |
|  | Arrhinoceratops                                                    |
|  |                                                                    |
|  | Triceratopsini                                                     |
|  |                                                                    |

|  | Arrhinoceratops |
|  |                 |
|  | Triceratopsini  |
|  |                 |

|  | Anchiceratops                                                      |
|  |                                                                    |
|  | \| \| Arrhinoceratops \| \| \| \| \| \| Triceratopsini \| \| \| \| |
|  |                                                                    |
|  | Arrhinoceratops                                                    |
|  |                                                                    |
|  | Triceratopsini                                                     |
|  |                                                                    |

|  | Arrhinoceratops |
|  |                 |
|  | Triceratopsini  |
|  |                 |

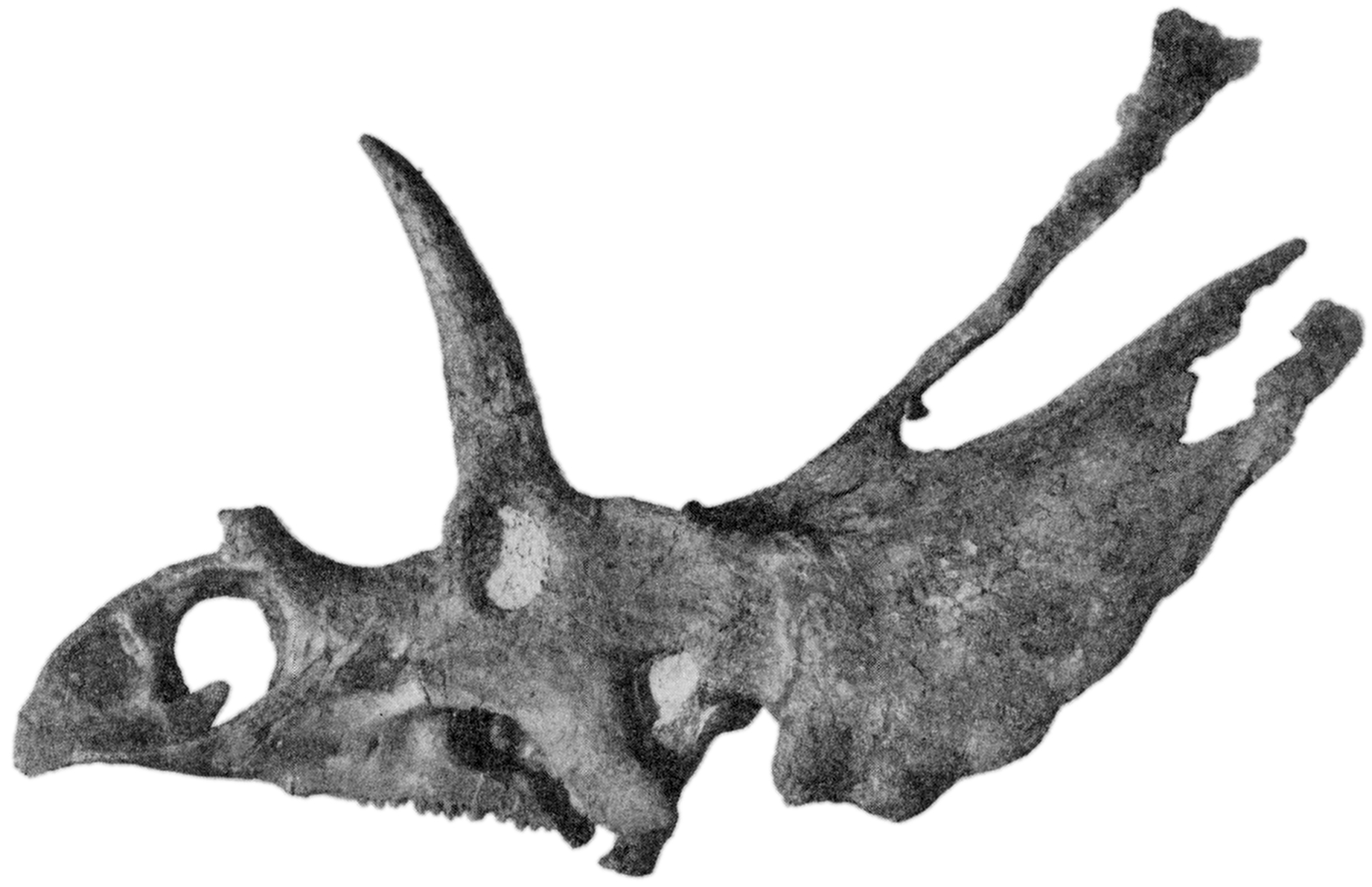
Crâne de Pentaceratops, ancêtre proposé de Terminocavus.

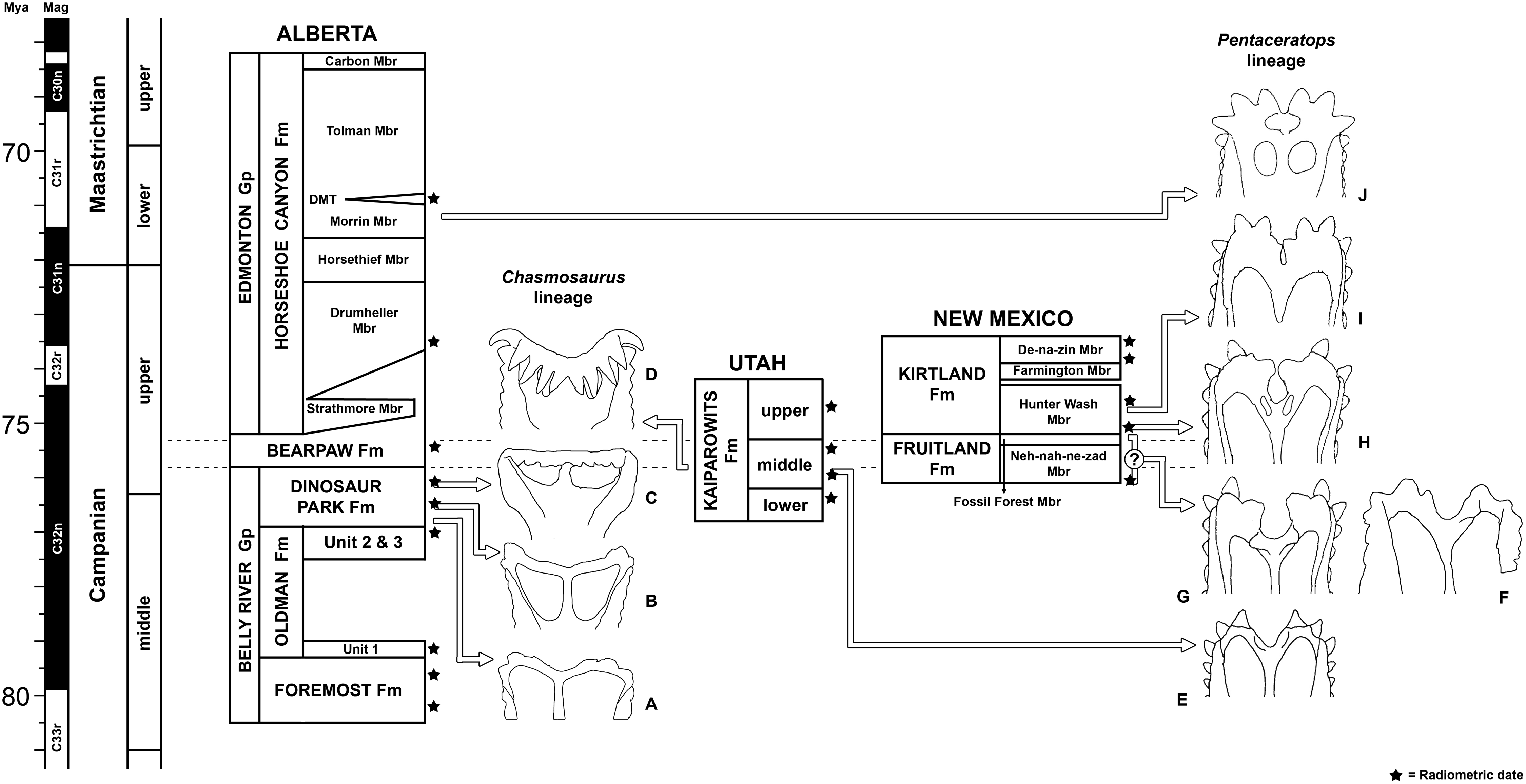
Diagramme stratigraphique démontrant les lignées anagénétiques proposées des chasmosaures ; la collerette de Terminocavus est "I", en haut à droite, montrée à côté de celle de ses proches parents.

Il a été proposé que Terminocavus fasse partie d'une longue lignée anagénétique de Chasmosaurinae. Les genres (en séquence) Utahceratops, Pentaceratops, Navajoceratops, Terminocavus et Anchiceratops représenteraient, selon ce modèle, une seule population d'organismes changeant de forme au fil du temps, plutôt qu'un assemblage diversifié de proches parents. Ceci est mis en évidence par leur morphologie pariétale, qui montre des tendances cohérentes de changement. Celles-ci sont : la fermeture graduelle de l'embouchure médiane initialement grande, l'aplatissement et l'expansion de la barre pariétale, la réduction de la taille des fenêtres pariétales, le changement de leur forme de (sub)angulaire à ronde, et le développement de brides sur la barre médiane. L'analyse morphométrique géométrique a confirmé la séquence, les trouvant dans l'ordre attendu. L'analyse phylogénétique (voir ci-dessus) a toutefois compliqué les choses, les genres Coahuilaceratops et Bravoceratops se situant dans la lignée anagénétique supposée. Il a été noté, cependant, que ceux-ci sont fragmentaires et non diagnostiqués respectivement, et qu'ils peuvent donc ne pas être significatifs.

## Publication originale
- (en) Denver W. Fowler et Elizabeth A. Freedman Fowler, « Transitional evolutionary forms in chasmosaurine ceratopsid dinosaurs: evidence from the Campanian of New Mexico », PeerJ, PeerJ Publishing (d), vol. 8,‎ 5 juin 2020, e9251 (ISSN 2167-8359, OCLC 793828439, PMID 32547873, PMCID 7278894, DOI 10.7717/PEERJ.9251, lire en ligne).